# Fontaine-la-Mallet
Fontaine-le-Mallet là một xã thuộc tỉnh Seine-Maritime trong vùng Normandie miền bắc nước Pháp.

### Huy hiệu
| Arms of Fontaine-la-Mallet | The arms of Fontaine-la-Mallet are blazoned: Per bend Or and gules, on a bend wavy azure between 3 buckles gules and 2 leopards, at the base of the bend, stalks of wheat Or. |

## Dân số
| Năm | 1962 | 1968 | 1975 | 1982 | 1990 | 1999 | 2006 |
| --- | ---- | ---- | ---- | ---- | ---- | ---- | ---- |
| Dân số | 862  | 922  | 1503 | 2446 | 2482 | 2544 | 2789 |
| From the year 1962 on: No double counting—residents of multiple communes (e.g. students and military personnel) are counted only once. |      |      |      |      |      |      |      |